# Campodorus mordax
Campodorus mordax là một loài tò vò trong họ Ichneumonidae.